# فاجعة فوق الهرم (فلم)
فاجعة فوق الهرم، فيلم مصري من إنتاج عام 1928، من أوائل الأفلام التي أنتجت في مصر، صُوِّر في محافظة الإسكندرية، شارك في بطولته فاطمة رشدي وبدر لاما وفتحي الصافوري، من تأليف وإخراج إبراهيم لاما.

## قصة الفيلم
في موسم الصيف على شواطئ الإسكندرية، يلتقى الثري سعيد (بدر لاما) بمنيرة (فاطمة رشدي) عندما ينقذ أخاها فتحى (فتحي الصافوري) من الغرق فينشأ الحب بينهما، ينافس سعيد في حب منيرة صديقه الخائن سليم (وداد عرفي) الذي يضيق والده من تصرفاته ويطرده من البيت، ويحدث أن يلقى فتحي مصرعه فيتهم سعيد بقتله ويودع في السجن محكومًا عليه بالمؤبد، وفي هذه الأثناء يخدع سليم منيرة ويستدرجها إلى حيث يحاول الاعتداء عليها، ينقذها من براثنة سعيد الهارب من سجنه، تكتشف منيرة بالدليل الذي يقدمه مبروك صديق سعيد وسليم أن الأول بريء من تهمة قتل أخيها فتحبه وترتبط به.

## الممثلون
- فاطمة رشدي
- بدر لاما
- فتحي الصافوري
- وداد عرفي
- محمود خليل راشد
- بدرية رأفت
- طاهر العربي
- عزيزة رشدي
- رتيبة رشدي
- السيد حسن جمعة
- مصطفى حافظ
- فوزي بسخرون
- حسن ظاظا